# 내일의 나를 만드는 방법
《내일의 나를 만드는 방법》(あしたの私のつくり方, How To Become Myself)은 2007년 4월 27일 일본에서 개봉된 영화이다.
소녀의 성장 영화로 사춘기 소녀의 섬세한 감정과 성숙해 가는 모습을 서정적인 장면들로 잡아냈다.

## 등장인물과 배우
- 오오시마 주리(大島寿梨) : 16세. 고교 1학년. 배우 나루미 리코
- 하나다 카나코 : 16세. 고교 1학년. 배우 마에다 아쓰코
- 스기타니 마사시 : 오오시마 주리의 아버지. 이시하라 요시즈미
- 오오시마 사츠키 : 오오시마 주리의 어머니. 배우 이시하라 마리코
- 타무라 히로유키 : 주리가 가입한 문예반의 선생님. 다카오카 소스케

## 줄거리
오오시마 주리는 초등학교부터 별 문제를 일으키지 않고 부모의 말을 잘 듣는 아이였다.  초등학교 시절 반장이며 인기있는 학생이었던 하나다 카나코가 하루 아침에 이지메를 당하는 신세로 전락한다. 둘은 같은 중학교에 갔으나 하나다 카나코는 시골로 전학을 가게된다. 한편, 주리의 부모는 잦은 부부싸움 끝에 이혼하게 된다. 오빠는 아버지와 살게되고 주리는 어머니와 살게 된다. 한 달에 한번 아버지, 오빠와 저녁을 먹곤한다. 주리는 시골로 전학간 카나코에게 메일을 잘못 보낸척 하며 메일을 주고 받기 시작하는데..

## 제작진
- 원작: 마도 카오리(真戸香)의 소설 〈'나는, 나?'(わたしは、私?)〉(고단샤 출간.)
- 감독: 이치카와 준
- 각본: 호소야 마도카
- 주제가: Snowkel의 〈일기예보(天気予報)〉